# زاك شروين
زاك شروين (بالإنجليزية: Zach Sherwin)‏، من مواليد 1 يوليو 1980، هو كوميدي ومغني راب وكاتب وممثل أمريكي، اشتهر زاك بالكتابة والأداء في سلسلة معارك الراب الملحمي التاريخي على منصة يوتيوب، بالإضافة إلى الكتابة لـ كريزي إكس-غيرل فريندز، وذلك على منصة ذا دي دبليو ، وهو متخصص في موسيقى الراب الكوميدية.